# Mark Colyvan
Mark Colyvan est un philosophe australien et professeur de philosophie à l'Université de Sydney. Colyvan est connu pour ses recherches sur la philosophie des mathématiques.

## Formation et carrière
Colyvan obtient son doctorat en 1998 à l'Université nationale australienne, sous la direction de Jack Smart, avec une thèse intitulée Indispensability Arguments in the Philosophy of Mathematics, qui deviendra son premier livre en 2001.
Il est un ancien président de l'Association australasienne de philosophie (en). 

## Travaux
Dans The Indispensability of Mathematics, Mark Colyvan examine l'argument de l'indispensabilité de Quine-Putnam en philosophie des mathématiques. Cette thèse repose sur la prémisse que les entités mathématiques sont placées sur le même fondement ontologique que d'autres entités théoriques indispensables à nos meilleures théories scientifiques.
En 2003, il publie avec l'écologiste Lev R. Ginzburg (en) Ecological Orbits: How Planets Move and Populations Grow (en), qui plaide en faveur d'un modèle inertiel de la dynamique des populations.
Paru en 2012, An Introduction to the Philosophy of Mathematics (en) est un manuel de philosophie des mathématiques qui se concentre sur la question du réalisme mathématique, c'est-à-dire la question de savoir s'il existe ou non des objets mathématiques, et sur l'explication mathématique. Colyvan a décrit son intention pour le livre comme étant un manuel qui "[dépasse] la première moitié du vingtième siècle et [explore] les questions qui attirent l'attention des philosophes contemporains des mathématiques". En conséquence, le livre se concentre moins sur les débats historiques dans la philosophie des mathématiques que d'autres manuels similaires et plus sur les questions contemporaines, y compris la philosophie de la pratique mathématique.

## Livres
- (en) Mark Colyvan, The Indispensability of Mathematics, Oxford University Press, 2001, 192 p. (ISBN 9780195137545)[6].
- (en) Mark Colyvan et Lev R. Ginzburg, Ecological Orbits : How Planets Move and Populations Grow, Oxford University Press, 2004, 184 p. (ISBN 978-0-195-16816-7).
- (en) Mark Colyvan, An Introduction to the Philosophy of Mathematics, Cambridge University Press, 2012, 188 p. (ISBN 978-0-521-53341-6).